# Glattalp
Glattalp är ett berg i Schweiz.   Det ligger i distriktet Bezirk Schwyz och kantonen Schwyz, i den centrala delen av landet, 110 km öster om huvudstaden Bern. Toppen på Glattalp är 1 850 meter över havet.
Terrängen runt Glattalp är bergig åt sydväst, men åt nordost är den kuperad. Närmaste större samhälle är Muotathal, 11,3 km nordväst om Glattalp. 
Trakten runt Glattalp består i huvudsak av gräsmarker. Runt Glattalp är det glesbefolkat, med 8 invånare per kvadratkilometer.